# Alaudala cheleensis persica
Alaudala cheleensis persica is een ondersoort van de mongoolse kortteenleeuwerik uit de familie van de leeuweriken. 

## Verspreiding en leefgebied
De soort komt voor van oostelijk en zuidelijk Irak tot zuidelijk en zuidwestelijk Afghanistan.